# Liste der Biografien/Juh
Liste der Biografien |
Portal Biografien |
Personensuche
# |
A |
B |
C |
D |
E |
F |
G |
H |
I |
J |
K |
L |
M |
N |
O |
P |
Q |
R |
S |
T |
U |
V |
W |
X |
Y |
Z |
?
 
Ja |
Jb |
Jd |
Je |
Jh |
Ji |
Jj |
Jl |
Jn |
Jm |
Jo |
Jp |
Jr |
Js |
Jt |
Ju |
Jv |
Jw |
Jy
 
Jua |
Jub |
Juc |
Jud |
Jue |
Juf |
Jug |
Juh |
Jui |
Juj |
Juk |
Jul |
Jum |
Jun |
Juo |
Jup |
Jur |
Jus |
Jut |
Juu |
Juv |
Juw |
Jux |
Juy |
Juz
Die Liste der Biografien führt alle Personen auf, die in der deutschsprachigen Wikipedia einen Artikel haben. Dieses ist eine Teilliste mit 65 Einträgen von Personen, deren Namen mit den Buchstaben „Juh“ beginnt.

## Juh
- Juh († 1883), Häuptling der Nednhi-Chiricahua-Apachen
- Juh-Dee (* 1986), deutscher Hip-Hop-Produzent

### Juha
- Juhan, Alexander (1765–1845), US-amerikanischer Komponist, Pianist und Dirigent
- Juhan, Jaroslav (1921–2011), guatemaltekischer Autorennfahrer
- Juhanson, Ain-Alar (* 1976), estnischer Triathlet
- Juhansone, Ilze (* 1971), lettische EU-Beamtin und Generaldirektorin
- Juhar, Mahiruddin (* 1953), 10. Yang di-Pertua Negeri Sabah (zeremonielles Staatsoberhaupt von Sabah)
- Juhár, Martin (* 1988), slowakischer Fußballspieler
- Juharos, Róbert (* 1968), ungarischer Politiker, Rechtsanwalt und Bürgerrechtler
- Juhart, Luka (* 1982), slowenischer Musiker
- Juhart, Matej (* 1976), kroatisch-deutscher Bobsportler
- Juhas, Thomas (* 1990), deutscher Bahn- und Straßenradrennfahrer
- Juhász Miczura, Mónika (* 1972), ungarische Roma-Sängerin
- Juhász, Ádám (* 1996), ungarischer Handballspieler
- Juhász, Adrián (* 1989), ungarischer Ruderer
- Juhász, Béla (* 1940), ungarischer Radrennfahrer
- Juhász, Endre (* 1944), ungarischer Jurist und Richter am Europäischen Gerichtshof
- Juhász, Gábor (* 1968), ungarischer Jazzgitarrist
- Juhász, Gabriella (* 1985), ungarische Handballspielerin
- Juhász, Gréta (* 2002), ungarische Handballspielerin
- Juhász, Gusztáv (1911–2003), rumänischer Fußballspieler und -trainer
- Juhász, Hajnalka (* 1980), ungarische Rechtsanwältin und Politikerin
- Juhász, Katalin (* 1932), ungarische Florettfechterin
- Juhász, Koloman (1892–1966), deutscher Theologe, Hochschulprofessor, Domherr und Kirchenhistoriker
- Juhasz, Marcel (* 1983), deutsch-kanadischer Eishockeyspieler
- Juhász, Márton (* 1987), ungarischer Jazzmusiker (Schlagzeug, Komposition)
- Juhász, Miloš (* 1984), slowakischer Fußballspieler
- Juhász, Roland (* 1983), ungarischer Fußballspieler
- Juhasz, Susanne (* 1972), dänische Schauspielerin
- Juhászová, Vivien (* 1993), slowakische Tennisspielerin

### Juhk
- Juhkami, Martti (* 1988), estnischer Volleyballspieler
- Juhkental, Robin (* 1988), estnischer Sänger und Keyboarder
- Juhkum, Valter (1899–1934), estnischer Schriftsteller und Journalist

### Juhl
- Juhl, Christian (1898–1962), dänischer Turner
- Juhl, Eduard (1884–1975), deutscher evangelischer Pfarrer und geistlicher Schriftsteller
- Juhl, Einar (1896–1982), dänischer Schauspieler
- Juhl, Ernst (1850–1915), deutscher Kaufmann, Kunstsammler und Organisator von Ausstellungen zur Kunstfotografie
- Juhl, Finn (1912–1989), dänischer Architekt und DesignerFinn Juhl (1912–1989)

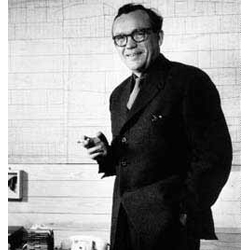
Finn Juhl (1912–1989)

- Juhl, Hans (1904–1970), Leiter der Gestapo in Helsingør
- Juhl, Hugo (1872–1939), Unternehmer
- Juhl, Jerry (1938–2005), US-amerikanischer Drehbuchautor, vor allem für die Muppet Show
- Juhl, Oliver (* 2001), dänischer Handballspieler
- Juhle, Rolf Werner (* 1929), US-amerikanischer Vulkanologe und Geologe
- Juhlin, Patrik (* 1970), schwedischer Eishockeyspieler
- Juhlin-Wallén, Sussie (* 1976), schwedische Kostümbildnerin
- Jühling, Peter (1925–2011), deutscher Manager
- Jühlke, Ferdinand (1815–1893), deutscher Gartenbaulehrer, Gartenbauautor und Gartengestalter
- Jühlke, Karl Ludwig (1856–1886), deutscher Afrikaforscher
- Juhls, Martin (* 1977), deutscher DJ und Musiker

### Juhn
- Juhn, Julius (1921–1996), österreichischer Eishockeyspieler
- Juhn, Kurt (1896–1971), österreichischer Journalist, Schriftsteller und Fußballspieler
- Jühnichen, Max (* 1908), deutscher DBD-Funktionär, MdV
- Juhnke, Hans (* 1973), deutscher American-Football-Spieler
- Juhnke, Harald (1929–2005), deutscher Film- und Bühnenschauspieler, Entertainer und ShowmasterHarald Juhnke (1929–2005)

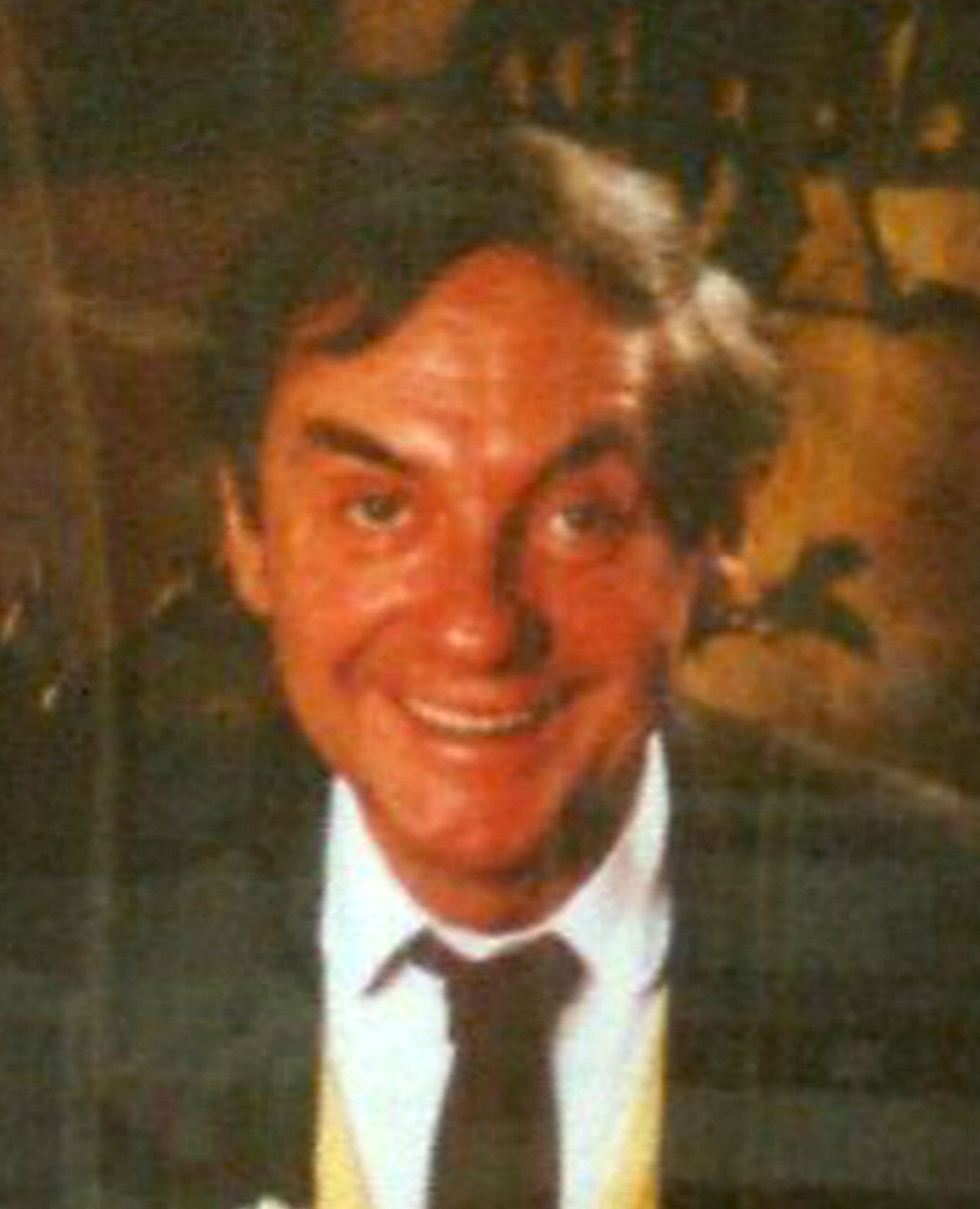
Harald Juhnke (1929–2005)

- Juhnke, Herbert (1932–2008), deutscher Klassischer Philologe
- Juhnke, Joe (1925–2016), deutscher Schriftsteller
- Juhnke, Jürgen (* 1938), deutscher Schauspieler, Intendant und Hörspielsprecher
- Juhnke, Robbin (* 1967), deutscher Politiker (CDU), MdA
- Juhnke, Susanne (* 1944), deutsche Schauspielerin

### Juho
- Juhola, Niko (* 1989), Schweizer Unihockeyspieler
- Juholt, Håkan (* 1962), schwedischer Politiker (SAP), Mitglied des Riksdag
- Juhos, Béla (1901–1971), ungarisch-österreichischer Philosoph

### Juhr
- Juhre, Arnim (1925–2015), deutscher Schriftsteller und Liedtexter
- Jührs, Robert (1911–1996), deutscher SS-Unterscharführer und an der „Aktion T4“ und „Aktion Reinhardt“ beteiligt
- Juhrsch, Wolfgang (* 1948), deutscher Fußballspieler (DDR)